# Gruppröstning

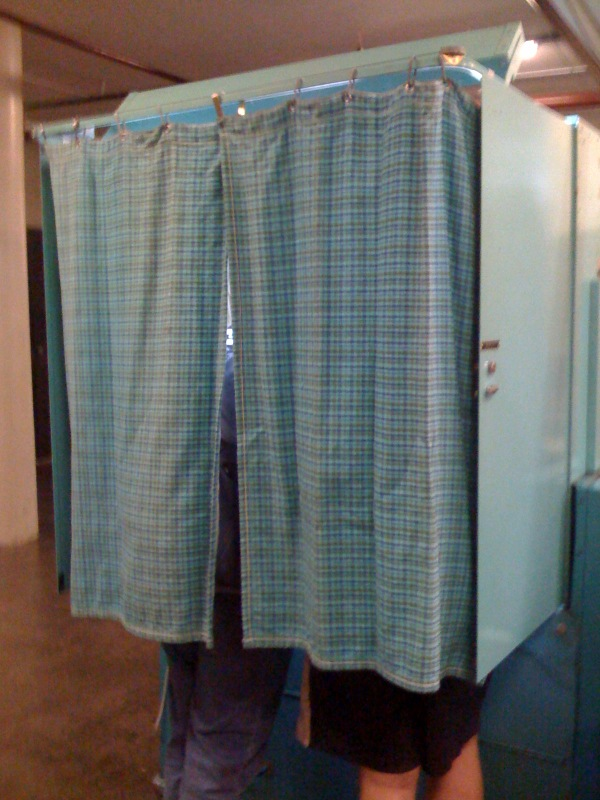
Två personer samtidigt i ett röstbås.

Med gruppröstning avses att flera personer samtidigt befinner sig i ett röstbås.
Med familjeröstning avses att flera familjemedlemmar samtidigt befinner sig i ett röstbås. Vid familjeröstning riskeras valhemligheten.
Klanröstning avser att en grupp på direktiv från ett överhuvud väljer att rösta på ett visst parti. Vid klanröstning kan gruppröstning (eller familjeröstning) vara en metod för att kontrollera om direktivet från klanöverhuvudet efterlevs.

## Förekomst
Organisationen Democracy Volunteers har påtalat bristen vid flera val, till exempel vid val i Storbritannien, Nederländerna och Sverige.

## I Sverige
Vid riksdagsvalet i Sverige 2014 genomförde Swedish International Liberal Centre (SILC) observationer i 188 vallokaler i Stockholmsområdet och noterade 147 fall av familjeröstning fördelade på 50% av vallokalerna och utan att valförrättarna sade till. I sin rapport från valet rekommenderade de åtgärder mot familjeröstning genom att antingen informera väljaren muntligen eller med en skylt på den gröna skärmen.
2016 pratade författaren Per Brinkemo om risken med klanröstning.
Vid riksdagsvalet i Sverige 2018 kommenterade SILC att familjeröstning hade minskat sedan föregående val men menade också att valförrättarna borde få tydliga instruktioner om hur de ska agera om det förekommer. Democracy Volunteers rapporterade förekomst av familjeröstning vid 46% av de besökta vallokalerna och i den övervägande majoriteten av fallen avbröt inte valförrättarna. Förekomsten var högre än den genomsnittliga förekomsten i Europa. Två dagar före valet avslöjade Uppdrag granskning att en lokalpolitiker för Miljöpartiet i Botkyrka hade förmedlat kontakt till en man som erbjöd Moderaterna 3 000 röster i utbyte mot att en moské skulle få bygglov. Efter valet 2018 uppstod en offentlig debatt om klanröstning. Ordet klanröstning uteslöts från språkrådets nyordslista 2018 då det ansågs laddat och för politiskt känsligt.
Inför valet 2022 ändrades vallagen till att varje väljare nu måste vara ensam bakom valskärmen. Ändringen kom efter att flera internationella valobservatörer vid valet 2018 hade påpekat att det var relativt vanligt att flera personer befann sig bakom skärmen samtidigt.